# Cerithiopsis pesa
Cerithiopsis pesa är en snäckart som beskrevs av Dall och Bartsch 1911. Cerithiopsis pesa ingår i släktet Cerithiopsis och familjen Cerithiopsidae. Inga underarter finns listade i Catalogue of Life.